# Patrick Vieira
Patrick Donalé Vieira (Dakar, 23 de junho de 1976) é um treinador e ex-futebolista senegalês naturalizado francês que atuava como volante. Atualmente comanda o Genoa.
Tornou-se conhecido durante sua passagem pelo Arsenal, onde atuou de 1996 a 2005, vencendo três vezes a Premier League — uma de forma invicta — e quatro Copas da Inglaterra, tornando-se, eventualmente, o capitão da equipe. Após deixar o Arsenal, em 2005, jogou por uma temporada na Juventus, antes de assinar com a Internazionale, em 2006, após o Calciopoli, que culminou com o rebaixamento da equipe bianconera.
Disputou um total de 107 partidas pela Seleção Francesa, tendo integrado o plantel campeão da Copa do Mundo de 1998, da Eurocopa de 2000 e da Copa das Confederações FIFA de 2001.
No dia 17 de maio de 2010, foi eleito Embaixador da Boa Vontade da Organização das Nações Unidas para Alimentação e Agricultura.

## Carreira como jogador

### Cannes e Milan
Vieira iniciou a sua carreira em 1993 com a camisa do Cannes, na sua pátria adotiva, permanecendo no clube do sul da França até 1995, altura em que surgiu o interesse do Milan.
O volante fez parte do elenco que conquistou o Scudetto durante a temporada 1995–96. No entanto, participou apenas de cinco jogos pelo Milan.

### Arsenal
Antes da transferência de cinco milhões de euros para Londres, era um verdadeiro desconhecido na Inglaterra, tal como o treinador Arsène Wenger, que foi contratado pelo Arsenal um mês depois do seu compatriota. Sobre a contratação de Vieira, Wenger declarou:
| “ | Ele possui uma força e um talento incrível, técnica e determinação que lhe garantem uma enorme influência dentro do gramado. | ” |

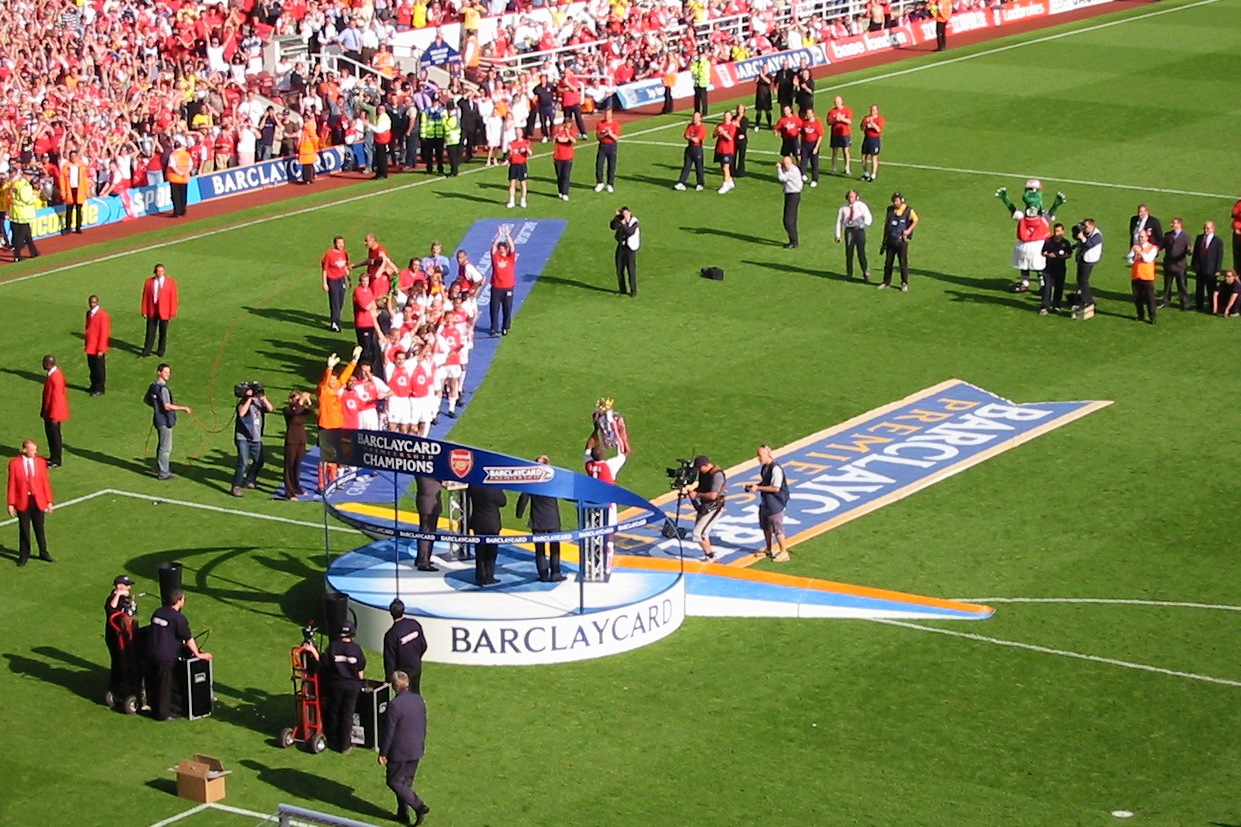
Vieira levantando o troféu da Premier League em maio de 2004

Nomeado Jogador do Ano da Premier League de 2000–01, Vieira foi um dos mais extraordinários jogadores daquela liga, tendo ganho a Copa da Inglaterra em 1998 e 2001. Substituiu Tony Adams como capitão do Arsenal, na sequência da retirada do zagueiro. Se lesionou no final da temporada, mas ajudou a equipe em mais uma conquista da Copa da Inglaterra.
Um capitão para todas as ocasiões, Vieira liderou o Arsenal na histórica conquista da Premier League sem qualquer derrota sofrida, em 2003–04. No entanto, não conseguiu impedir que os Gunners voltassem a fracassar na Liga dos Campeões da UEFA. Em agosto de 2008, quatro anos após sua saída do Arsenal, Vieira foi escolhido como o quinto maior jogador do clube em todos os tempos, em uma enquete realizada pelo site oficial do clube. Todavia, o jogador também aparece em listas negativas: ele é um dos jogadores que mais vezes foi expulso na Premier League, tendo recebido nove cartões vermelhos nos dez anos em que esteve no Arsenal.

### Juventus e Internazionale

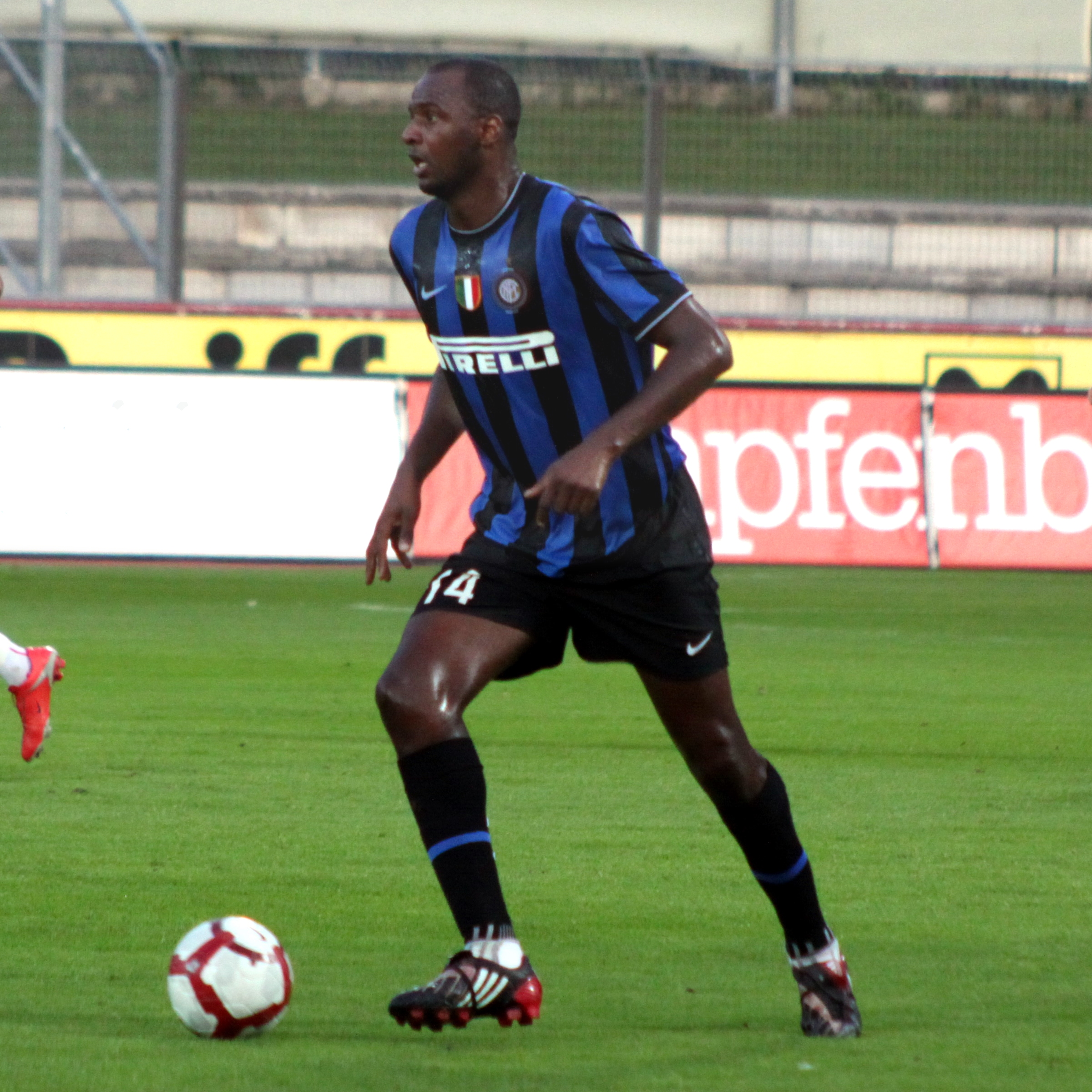
Vieira atuando pela Internazionale em novembro de 2009

Em julho de 2005 foi contratado pela Juventus, onde também se destacou como titular absoluto da equipe. Após apenas uma temporada em Turim, transferiu-se para a Internazionale, onde permaneceu por quatro anos e conquistou por quatro vezes a Serie A, além de um título da Liga dos Campeões.

### Manchester City
Visando uma convocação para a Copa do Mundo FIFA de 2010, o volante retornou ao futebol inglês e confirmou oficialmente sua para o Manchester City no dia 7 de janeiro de 2010.

### Aposentadoria
Após um ano e meio no clube, foi dispensado pelos Citizens e anunciou sua aposentadoria dos gramados no dia 14 de julho de 2011.

## Seleção Nacional
Estreou pela Seleção Francesa em fevereiro de 1997, contra os Países Baixos. Um ano depois, Vieira saiu do banco e entrou na final em que os franceses derrotaram o Brasil por 3–0 e conquistaram, em casa, a Copa do Mundo FIFA de 1998. Já tinha lugar garantido na equipe titular quando, dois anos mais tarde, sagrou-se campeão da Euro 2000.
Foi novamente titular na Copa do Mundo FIFA de 2002, mas não evitou a frustrante eliminação da sua equipe ainda na fase de grupos. Participou igualmente na Euro 2004, mas esteve ausente do jogo das quartas de final contra a Grécia, que terminou vencendo e eliminando a França.
Convocado por Raymond Domenech para a Copa do Mundo FIFA de 2006, realizada na Alemanha, Vieira foi, ao lado de Zinédine Zidane e Thierry Henry, um dos principais nomes da equipe que chegou até a final contra a Itália. Titular nas sete partidas do Mundial, o volante marcou dois gols: um na vitória por 2–0 contra Togo, em jogo válido pela última rodada da fase de grupos, e outro na vitória por 3–1 contra a Espanha, válida pelas oitavas de final.
Quatro anos depois, sem muitas chances na Seleção devido à boa safra de novos talentos na posição, Vieira declarou que um dos principais motivos da transferência para o Manchester City foi ter buscado uma vaga na Copa do Mundo FIFA de 2010, sem sucesso. O jogador acabou ficando fora da lista dos 23 atletas que disputaram o torneio na África do Sul.

## Carreira como treinador

### New York City
Seu primeiro trabalho foi no comando do New York City, dos Estados Unidos, onde foi anunciado em novembro de 2015. No total, o ex-volante comandou a equipe por três temporadas.

### Nice
Em junho de 2018 foi anunciado como treinador do Nice. Por conta de uma sequência de cinco derrotas consecutivas, foi demitido no dia 4 de dezembro de 2020.

### Crystal Palace
Em 4 de julho de 2021, Vieira foi oficializado como novo treinador do Crystal Palace.
Após uma sequência ruim de 11 partidas sem vitórias, com a equipe não tendo conquistado nenhum triunfo em 2023, o treinador foi demitido no dia 17 de março, deixando os Eagles no 12º lugar da Premier League.

### Strasbourg
Foi anunciado pelo Strasbourg no dia 2 de julho de 2023, assinando contrato por três temporadas.

## Estatísticas como treinador
Atualizadas até 12 de março de 2024
| Clube          | Jogos | Vitórias | Empates | Derrotas | Aproveitamento |
| -------------- | ----- | -------- | ------- | -------- | -------------- |
| New York City  | 90    | 40       | 22      | 28       | 44%            |
| Nice           | 89    | 35       | 21      | 33       | 39%            |
| Crystal Palace | 74    | 22       | 24      | 28       | 30%            |
| Strasbourg     | 29    | 9        | 9       | 11       | 31%            |

## Títulos

### Como jogador
Milan
- Serie A: 1995–96

Arsenal
- Premier League: 1997–98, 2001–02 e 2003–04
- Copa da Inglaterra: 1997–98, 2001–02, 2002–03 e 2004–05
- Supercopa da Inglaterra: 1998, 1999 e 2002

Internazionale
- Supercopa da Itália: 2006
- Serie A: 2006–07, 2007–08, 2008–09 e 2009–10
- Liga dos Campeões da UEFA: 2009–10

Manchester City
- Copa da Inglaterra: 2010–11

Seleção Francesa
- Copa do Mundo FIFA: 1998
- Eurocopa: 2000
- Copa das Confederações FIFA: 2001

### Prêmios individuais
- Seleção da Premier League: 1998–99, 1999–00, 2000–01, 2001–02, 2002–03 e 2003–04
- Seleção da Euro 2000
- Equipe do Ano da UEFA: 2000
- Jogador Francês do Ano: 2000
- Melhor Jogador da Premier League: 2000–01
- Bola de Prata da Copa das Confederações FIFA de 2001
- Artilheiro da Copa das Confederações FIFA de 2001 (2 gols)
- Seleção da Copa do Mundo FIFA de 2006
- Seleção Estrangeira da Primeira Década da Premier League
- Seleção Geral da Primeira Década da Premier League
- Equipe Especial 20 anos do Troféu UNFP
- FIFA 100[30]
- Seleção Francesa de Todos os Tempos (Time B) - IFFHS[31]